# Saldula bouchervillei
Saldula bouchervillei är en insektsart som först beskrevs av Léon Abel Provancher 1872.  Saldula bouchervillei ingår i släktet Saldula och familjen strandskinnbaggar. Inga underarter finns listade i Catalogue of Life.